# الاتحاد الكرواتي المجري
انضمت مملكة كرواتيا إلى اتحاد شخصي مع مملكة المجر في عام 1102، بعد فترة من حكم ملوك سلالتي تربيميروفيتش وسفيتوسلافيتش ونشوب أزمة الخلافة في أعقاب وفاة الملك ديمتريوس زفونيمير. بتتويج كالمان ملك المجر «ملكًا لكرواتيا ودالماسيا» في عام 1102 في بيوغراد، انتقل حكم مملكة المجر إلى سلالة أرباد حتى عام 1301، نظرًا لانقطاع نسل الذكور في الأسرة الحاكمة. تولى الحكم آنذاك ملوك من آل أنجو الكابيتيون، وكانوا ينحدرون من نسل ملوك سلالة أرباد من خط الأناث. اتسمت القرون اللاحقة بنشوب النزاعات مع المغول، الذين نهبوا زغرب في عام 1242، والتنافس مع البندقية للسيطرة على مدن دالماسيا الساحلية، واندلاع حرب أهلية بين النبلاء الكروات. ظهر العديد من النبلاء الأقوياء في الفترة الزمنية تلك، مثل بول شوبيك من بريبير وهيرفوي فوكيتش هرفاتينيتش، اللذين ضمنا الاستقلال الفعلي لممالكهما. تسبب التوغل العثماني في أوروبا في القرن السادس عشر بتقليص عدد الأراضي الكرواتية في الجنوب وترك البلاد منقسمة. عقب وفاة لايوش الثاني في عام 1526 خلال معركة موهاج ونشوب نزاعات أسرية لفترة وجيزة، انتقل الحكم إلى عائلة هابسبورغ النمساوية، وأصبحت هذه الممالك جزءًا من مملكة هابسبورغ.
وردت أحكام تتويج كالمان ومركز النبلاء الكروات اللاحق بالتفصيل في باكتا كونفينتا، وهي وثيقة لا تُحفظ إلا في محاضر مستنسخة من القرن الرابع عشر. أصبحت الأحكام الدقيقة لهذه العلاقة موضع نزاع في القرن التاسع عشر؛ ومع ذلك، حتى في ظل الاتحاد السلالي مع المجر، بقيت مؤسسات الدولة الكرواتية المستقلة قائمة بالبرلمان الكرواتي (تجمع نبلاء كرواتيا) والبان (نائب الملك). بالإضافة إلى ذلك، احتفظ النبلاء الكروات بأراضيهم وألقابهم.

## الاسم
كان الاسم الدبلوماسي للمملكة هو «مملكة كرواتيا ودالماسيا». جاء التغيير نتيجة انتصار لايوش الأول ضد جمهورية البندقية وإبرام معاهدة زادار، والتي فقدت بموجبها جمهورية البندقية نفوذها على مدن دالماسيا الساحلية. مع ذلك، استمرت الإشارة إلى المملكة غالبًا باسم مملكة كرواتيا ودالماسيا إلى أن استعادت البندقية سيطرتها على ساحل دالماسيا في عام 1409. كان أكثر أشكال اللغة الكرواتية شيوعًا في الاسم هو هيرفاتسكا زيملغا («البلد الكرواتي» أو «الأرض الكرواتية»).

## خلفية

### أزمة الخلافة
ينحدر ديمتريوس زفونيمير ملك كرواتيا من عائلة سفيتوسلافيتش التابعة لسلالة تربيميروفيتش الحاكمة، عمل في البداية نائبًا لملك سلافونيا ثم دوقًا لكرواتيا في خدمة الملك بيتر كريزيمير الرابع وأعلنه بيتر خلفًا له، وفي عام 1075 نجح ديمتريوس زفونيمير في اعتلاء العرش الكرواتي. في عام 1063، تزوج زفونيمير بهيلين من المجر من سلالة أرباد. كانت هيلين أميرة مجرية، وابنة بيلا الأول، وأخت الملك لازلو الأول من المجر. أنجبا ابنًا، رادوفان، توفي في أواخر مراهقته أو أوائل العشرينيات. بعد وفاة زفونيمير في عام 1089، خلفه ستيفن الثاني، وهو الأخير من نسل تربيميروفيتش. كان حكم ستيفن غير مؤثر نسبيًا ودام مدة أقل من عامين. أمضى معظم هذه الفترة في هدوء دير القديس ستيفن تحت أشجار الصنوبر بالقرب من سبليت. توفي ستيفن الثاني بسلام في بداية عام 1091، دون أن يترك وريثًا له. سرعان ما اندلعت حرب أهلية واضطرابات في كرواتيا بعد وفاة ستيفن، بسبب عدم وجود ذكر حي من أفراد عائلة تربيميروفيتش. 
حاولت أرملة الملك زفونيمير الراحل، هيلين، الاحتفاظ بنفوذها في كرواتيا أثناء أزمة الخلافة. طلب بعض النبلاء الكروات الموالون لهيلين والمتنافسون على الخلافة بعد وفاة زفونيمير من الملك لازلو الأول مساعدة هيلين وعرضوا عليه العرش الكرواتي، والذي كان يُعتبر حقًا له بموجب حقوق الميراث، يُرجح بأنهم عائلة غوسيتش أو فينيها من عائلة لاباتشاني. وفقًا لبعض المصادر، طلبت العديد من مدن دالماسيا المساعدة من الملك لازلو، مقدمين أنفسهم باسم الكروات البيض في بلاطه. وبالتالي فإن الحملة التي شنها لازلو لم تكن عدوانًا أجنبيًا محضًا ولم يعتلِ العرش الكرواتي بصفته غازيًا، بل خليفة بموجب حقوق الميراث. في عام 1091، عبر لازلو نهر درافا وغزا إقليم سلافونيا بأكمله دون مواجهة معارضة، إلا أن حملته توقفت بالقرب من الجبال الحديدية. نجح لازلو في حملته بسبب انقسام النبلاء الكروات، ولكنه لم يتمكن من بسط سيطرته على كرواتيا بأكملها، على الرغم من عدم معرفة مدى انتشار غزوه. تعرضت مملكة المجر هذه المرة لهجوم شعب الكومان، والذين يُرجح أنهم أُرسلوا من بيزنطة، لذلك أُرغم لازلو على التراجع عن حملته في كرواتيا. عيّن لازلو ابن أخيه الأمير ألموس لإدارة المنطقة الخاضعة لسيطرته في كرواتيا، وأقام أبرشية زغرب كرمز لسلطته الجديدة وعاد إلى المجر. في خضم الحرب، انتخب الإقطاعيون بيتار سفاتشيوتش ملكًا في عام 1093. اتخذ بيتار من كنين مقرًا لسلطته. اتسم حكمه بصراعه ضد ألموس من أجل السيطرة على البلاد، إذ لم يتمكن ألموس من إرساء حكمه وأُرغم على الانسحاب إلى المجر في عام 1095. 
توفي لازلو في عام 1095، تاركًا ابن أخيه كالمان خلفًا ليواصل الحملة. لم يُنظر إلى كالمان، كما هو الحال مع لازلو من قبله، كغازِي بل كمطالب بالعرش الكرواتي. جمع كالمان جيشًا كبيرًا للضغط للحصول على أحقيته بالعرش وفي عام 1097، هزم قوات الملك بيتار في معركة الجبال الحديدية التي قُتل فيها. بدأت المفاوضات بين كالمان والإقطاعيين الكرواتيين، بسبب عدم وجود زعيم للكروات، بالإضافة إلى أن دالماسيا كانت تضم العديد من البلدات المحصنة التي يصعب هزيمتها. استغرق الأمر عدة سنوات إضافية قبل أن يعترف النبلاء الكروات بكالمان ملكًا لهم. تُوّج كالمان في بيوغراد عام 1102، وكان اللقب الذي طالب به كالمان وقتها هو «ملك المجر ودالماسيا وكرواتيا». لُخّصت بعض أحكام التتويج في وثيقة باكتا كونفينتا التي وافق النبلاء الكروات بموجبها على الاعتراف بكالمان ملكًا لهم. في المقابل، احتفظ النبلاء الكروات الاثنا عشر الذين وقعوا على المعاهدة بأراضيهم وممتلكاتهم ومُنِحوا إعفاءً من الضرائب أو الجزية. تعيّن على النبلاء إرسال عشرة فرسان مسلحين على الأقل إلى أقصى نهر درافا على نفقة الملك في حال مهاجمة حدوده. على الرغم من أن باكتا كونفينتا ليست وثيقة أصلية من عام 1102، كان هناك وبكل تأكيد نوع من العقود أو الاتفاق بين النبلاء الكرواتيين وكالمان الذي ينظم العلاقات بينهم بنفس الطريقة.

### السياق التاريخي
في عام 1102، وفي أعقاب أزمة الخلافة، انتقل الحكم إلى سلالة أرباد الحاكمة، بتتويج الملك كالمان من المجر «ملكًا لكرواتيا ودالماسيا» في بيوغراد. أصبحت الشروط الدقيقة لتوحيد المملكتين موضع خلاف في القرن التاسع عشر. كانت المملكتان متحدتين في ظل حكم سلالة أرباد إما باختيار طبقة النبلاء الكروات أو بفرض القوة المجرية. يرى المؤرخون الكروات أن الاتحاد كان اتحادًا شخصيًا في هيئة ملك مشترك، وهي وجهة نظر وافق عليها أيضًا عدد من المؤرخين المجريين، في حين فضل المؤرخون القوميون الصربيون والمجريون أن يروها شكلًا من أشكال الضم. قُدِّمت ادّعاءات احتلال المجر في القرن التاسع عشر خلال الصحوة الوطنية المجرية. كان تتويج كالمان في بيوغراد أحد مواضيع الخلاف في تاريخ المجر القديم وكانت كرواتيا تُعد دولة غازية. على الرغم من إمكانية وجود هذه الادعاءات إلى يومنا هذا، كان من المسلَّم عمومًا أن كالمان تُوّج في بيوغراد ملكًا، وذلك منذ تلاشي التوترات الكرواتية المجرية. في يومنا هذا، يؤكد المؤرخون القانونيون المجريون أن علاقة المجر بمنطقة كرواتيا ودالماسيا منذ عام 1526 ووفاة لويس الثاني كانت أشبه بالاتحاد الشخصي، كعلاقة اسكتلندا بإنجلترا.

### استشهادات
1. ↑  "Histoire de la Croatie". Larousse online encyclopedia (بالفرنسية). Archived from the original on 2020-02-25. Liée désormais à la Hongrie par une union personnelle, la Croatie, pendant huit siècles, formera sous la couronne de saint Étienne un royaume particulier ayant son ban et sa diète.
2. ↑  "Croatia (History)". موسوعة بريتانيكا. مؤرشف من الأصل في 2020-03-03. Croatia retained its independence under native kings until 1102, when the crown passed into the hands of the Hungarian dynasty.
3. ↑  "Croatia (History)". موسوعة بريتانيكا. مؤرشف من الأصل في 2015-04-27.
4. ↑  Murray، Lorraine (2013). Austria, Croatia, and Slovenia. الموسوعة البريطانية المحدودة. ص. 164. ISBN:1615309772. مؤرشف من الأصل في 2017-03-28.
5. ↑  Ferdo Šišić: Povijest Hrvata u vrijeme narodnih vladara, p. 523 نسخة محفوظة 13 فبراير 2020 على موقع واي باك مشين.
6. ↑  Lujo Margetić: Hrvatska i Crkva u srednjem vijeku, Pravnopovijesne i povijesne studije, Rijeka, 2000, p. 91 نسخة محفوظة 16 يناير 2020 على موقع واي باك مشين.
7. ↑  Dragomir Džoić: Federalističke teorije i hrvatska država, 1998, p. 75 نسخة محفوظة 28 مارس 2017 على موقع واي باك مشين.
8. ↑  Ferdo Šišić: Geschichte der Kroaten, 1917, p. 385
9. ↑  Neven Budak - Prva stoljeća Hrvatske, Zagreb, 1994., page 77 نسخة محفوظة 20 أغسطس 2016 على موقع واي باك مشين.
10. 1 2  Neven Budak - Prva stoljeća Hrvatske, Zagreb, 1994., page 80 (in Croatian)
11. ↑  Nada Klaić: Povijest Hrvata u ranom srednjem vijeku, II Izdanje, Zagreb 1975., page 492 (in Croatian)
12. ↑  Márta Font - Ugarsko Kraljevstvo i Hrvatska u srednjem vijeku (Hungarian Kingdom and Croatia in the Middlea Ages), p. 8-9 نسخة محفوظة 4 مارس 2020 على موقع واي باك مشين.
13. ↑  Bárány, Attila (2012). "The Expansion of the Kingdom of Hungary in the Middle Ages (1000–1490)". In Berend, Nóra. The Expansion of Central Europe in the Middle Ages. Ashgate Variorum. page 344-345
14. ↑  Nada Klaić: Povijest Hrvata u ranom srednjem vijeku, II Izdanje, Zagreb 1975., page 508-509 (in Croatian)
15. ↑  Ladislav Heka (Oct 2008). "Hrvatsko-ugarski odnosi od sredinjega vijeka do nagodbe iz 1868. s posebnim osvrtom na pitanja Slavonije" [Croatian-Hungarian relations from the Middle Ages to the Compromise of 1868, with a special survey of the Slavonian issue]. Scrinia Slavonica (بالكرواتية). Hrvatski institut za povijest – Podružnica za povijest Slavonije, Srijema i Baranje. 8 (1): 152–173. ISSN:1332-4853. Archived from the original on 2020-06-23.
16. ↑  Trpimir Macan: Povijest hrvatskog naroda, 1971, p. 71 (full text of Pacta conventa in Croatian)
17. ↑  Ferdo Šišić: Priručnik izvora hrvatske historije, Dio 1, čest 1, do god. 1107., Zagreb 1914., p. 527-528 (full text of Pacta conventa in Latin)
18. ↑  Neven Budak - Prva stoljeća Hrvatske, Zagreb, 1994., page 39 (in Croatian)
19. ↑  Sedlar، Jean W. (2011). East Central Europe in the Middle Ages. دار نشر جامعة واشنطن. ص. 280. ISBN:029580064X. مؤرشف من الأصل في 2019-07-11. اطلع عليه بتاريخ 2014-01-16.
20. ↑  "Croatia (History)". إنكارتا. مؤرشف من الأصل في 2009-10-31.
21. ↑  Kristó Gyula: A magyar–horvát perszonálunió kialakulása [The formation of Croatian-Hungarian personal union](in Hungarian) نسخة محفوظة 23 يونيو 2020 على موقع واي باك مشين.
22. ↑  Márta Font - Ugarsko Kraljevstvo i Hrvatska u srednjem vijeku [Hungarian Kingdom and Croatia in the Middlea Ages] "Medieval Hungary and Croatia were, in terms of public international law, allied by means of personal union created in the late 11th century." نسخة محفوظة 23 يونيو 2020 على موقع واي باك مشين.
23. ↑  Lukács István - A horvát irodalom története, Budapest, Nemzeti Tankönyvkiadó, 1996.[The history of Croatian literature] نسخة محفوظة 2013-08-21 على موقع واي باك مشين.(in Hungarian) [وصلة مكسورة]
24. ↑  Barna Mezey: Magyar alkotmánytörténet, Budapest, 1995, p. 66
25. ↑  Jeffries، Ian (1998). A History of Eastern Europe. Psychology Press. ص. 195. ISBN:0415161126. مؤرشف من الأصل في 2020-06-07. اطلع عليه بتاريخ 2014-01-16.
26. ↑  Bellamy، Alex J. (2003). The Formation of Croatian National Identity. دار نشر جامعة مانشستر  [لغات أخرى]‏. ص. 37–38. مؤرشف من الأصل في 2020-01-21.{{استشهاد بكتاب}}:  صيانة الاستشهاد: علامات ترقيم زائدة (link)
27. ↑  Klaić، Nada (1975). Povijest Hrvata u ranom srednjem vijeku [History of the Croats in the Early Middle Ages]. ص. 513.
28. ↑  Heka, László (Oct 2008). "Hrvatsko-ugarski odnosi od sredinjega vijeka do nagodbe iz 1868. s posebnim osvrtom na pitanja Slavonije" [Croatian-Hungarian relations from the Middle Ages to the Compromise of 1868, with a special survey of the Slavonian issue]. Scrinia Slavonica (بالكرواتية). 8 (1): 155. Archived from the original on 2020-06-18.
29. ↑  Banai Miklós, Lukács Béla: Attempts for closing up by long range regulators in the Carpathian Basin نسخة محفوظة 28 مارس 2017 على موقع واي باك مشين.
30. ↑  Jeszenszky، Géza. "Hungary and the Break-up of Yugoslavia: A Documentary History, Part I." Hungarian Review. ج. II ع. 2. مؤرشف من الأصل في 2020-01-19.